# Me at the zoo
Me at the zoo는 유튜브에서 처음으로 업로드된 비디오이다. 2005년 4월 23일 오후 8시 27분 12초 (PDT), 유튜브의 공동창립자인 자베드 카림이 "jawed"라는 닉네임으로 업로드했으며, 'jawed'는 영상을 올린 당일에 가입했던 계정이기도 했다.
또한 이 영상은 19초짜리 분량으로 매우 짧다. 그리고 이 영상의 내용도 샌디에이고 동물원의 코끼리 우리 앞에 자베드 카림이 서서, 코끼리가 갖고 있는 코가 "진짜 진짜 진짜 길고 멋있다"는 말을 하는 게 전부이다. 영상은 카림의 고등학교 동창인 야코프 라피츠키(Yakov Lapitsky)가 촬영하였다.

## 대사
영상에 나온 대사는 다음과 같다.
All right, so here we are in front of the elephants, the cool thing about these guys is that they have really, really, really long trunks, and that's, that's cool. And that's pretty much all there is to say.

좋아, 그러니까 우린 지금 코끼리 앞에 서 있는데요, 얘네들이 멋진 게 코가 진짜, 진짜, 진짜로 길어요. 그리고 그게, 그게 멋있어요. 딱히 더 이상 할 말은 없네요.

## 역사

### 배경
유튜브는 페이팔에서 일하고 있던 자베드 카림, 채드 헐리, 스티브 천이 모여 2005년 2월 14일 개설하였다. Me at the Zoo가 게시된 것은 그로부터 두 달 뒤인 2005년 4월이었다. 하지만 당시 유튜브는 비공개 사이트 처리를 하였으며, 5월이 되어서야 베타판이 공개되었고 11월에 정식 서비스를 시작하였다.
영상을 촬영한 라피츠키는 당시 델라웨어 대학교에서 화학공학 박사과정을 밟고 있었고, 촬영 당일에는 미국화학회 포럼에 참석하기 위해 샌디에이고에 와있던 상황이었다고 한다. 카림도 마침 샌디에이고에 살고 있었기 때문에 두 사람은 만나기로 약속하고 동물원에 모였는데, 그곳에 있던 코끼리 우리 앞에서 카림이 라피츠키에게 카메라 (라피츠키의 표현을 따르면 "평범하기 그지없는 컴팩트 카메라")를 건네고는 자신을 찍어달라고 부탁했고 라피츠키는 그대로 촬영에 임했다고 한다. 이때 라피츠키는 카림이 무슨 의도로 영상을 찍어달라 한 것인지는 알지 못하고 그저 동물원에 같이 간 친구의 모습을 담았다고만 알고 있다가, 한 달 뒤 카림이 유튜브에 업로드된 영상 링크를 이메일로 보내준 덕에 자기가 무엇을 한 건지 비로소 알았다고 한다. 유튜브 최초의 동영상 제작자가 된 라피츠키는 인터뷰에서 "그땐 내가 뭐에 휘말린 건지 도무지 알 수가 없었다"고 밝혔다.

### 업데이트
2013년 카림은 자사 영상의 댓글을 달 때 구글+ 계정 로그인을 요구하는 방안을 검토하고 있다는 유튜브 측의 발표에 항의하는 입장이었다. 그 일환으로 카림은 Me at the Zoo 영상의 설명란을 새로 바꾸고 영상 내에 주석 두 개를 새로 추가했다. 카림이 바꾼 설명란에는 "여기선 더 이상 댓글을 못 달아요. 왜냐면 전 구글플러스 계정을 갖기 싫거든요"라 적히게 되었고, 'jawed' 계정 채널에는 "비디오에 댓글 다는데 대체 왜 구글플러스 계정이 필요한거야"라는 분노의 게시글이 올라왔다.
2018년 6월 4일 카림은 자신의 커뮤니티 탭에 설문조사 두 개를 게시했다. 첫번째 설문조사는 "다른 영상도 만들어 볼까요?" (Should I create another video?)였고 선택지는 예와 아니오였다. 두번째 설문조사는 "다음 영상에 들어갔으면 하는 것" (Should my next video contain:)로써 선택지는 '코미디', '액션', '드라마', '호러' 등의 장르였다.

## 평가
《로스앤젤레스 타임스》는 이 영상에 대해 "유튜브에 업로드된 최초의 영상으로서, 대중의 미디어 소비 방식을 영원히 바꿔놓은 중추 역할을 하였으며, 60초 영상의 황금기를 여는 데 일조하였다"고 평가하였다. 반면 《더 옵저버》는 영상의 질이 '초라하다'고 표현했다.
평가가 어떻든 이 영상은 유튜브의 기원이 되었다는 점에서 상당한 주목을 받고 있다. 2020년 7월 기준으로 영상의 조회수는 1억 뷰가 넘으며, 댓글도 1000만 개 넘게 달렸다. 또 유튜브는 무엇인가를 정의하는 영상 중에서 가장 널리 알려진 영상으로 등극하게 되었다.

## 같이 보기
- 유튜브 최다 조회수 영상 목록